# John Howard (actor american)
John Howard  (n. 14 aprilie 1913, Cleveland, Ohio, SUA – d. 19 februarie 1995, Santa Rosa, California, SUA) a fost un actor american.

## Biografie
John R. Cox Jr. a debutat în filme în 1934, sub pseudonimul John Howard, și a jucat în aproximativ 60 de filme americane până în 1975 (plus un film mexican în 1971). În special, el a jucat detectivul Bulldog Drummond în șapte filme din seria de filme dedicate acestui personaj, între 1937 la 1939. În plus, două dintre cele mai bune filme ale sale cunoscute sunt Lost Horizon (1937) și Poveste din Philadelphia (1940).
După al doilea război mondial (în timpul căruia a fost un ofițer în Marina SUA), cariera sa cinematografică devine mai episodică și apare mai ales la televiziune, în mai multe serii între 1948 și 1978, când s-a retras.
La teatru, pe Broadway, New York, John Howard a jucat într-o piesă în 1929, apoi în muzicalul Hazel Flagg în 1953.
Pentru contribuția sa în film și în televiziune, o stea îi este dedicată lui pe Hollywood Walk of Fame.

## Filmografie

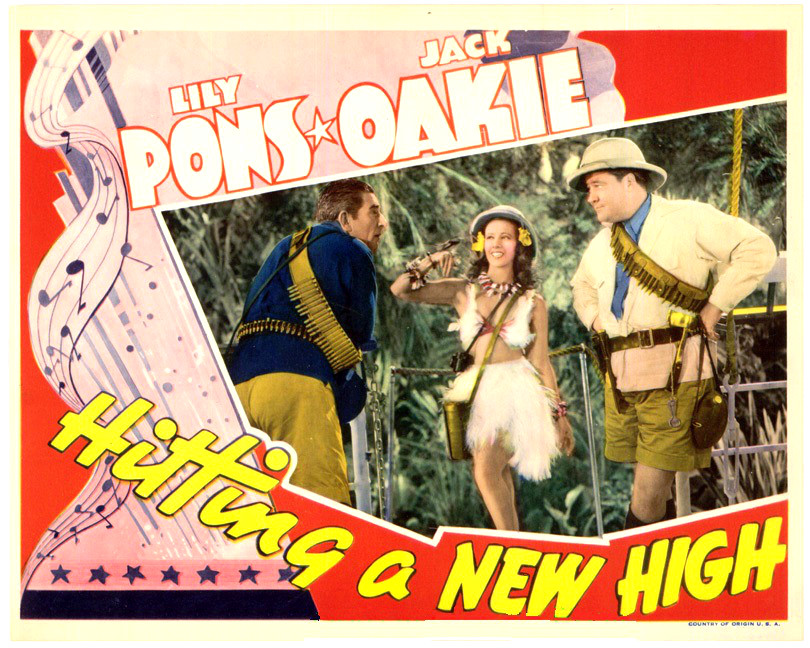
Hitting a New High (1937)

| Titlu                            | An   | Rol                                   | Note             |
| -------------------------------- | ---- | ------------------------------------- | ---------------- |
| One Hour Late                    | 1934 | Elevator Operator                     | nemenționat      |
| Car 99                           | 1935 | Recruit Carney                        |                  |
| Four Hours to Kill!              | 1935 | Assistant Repairman                   |                  |
| Annapolis Farewell               | 1935 | Duncan Haley                          |                  |
| Millions in the Air              | 1935 | Eddie Warren                          |                  |
| Soak the Rich                    | 1936 | Kenneth "Buzz" Jones                  |                  |
| Thirteen Hours by Air            | 1936 | Freddie Scott                         |                  |
| Border Flight                    | 1936 | Lt. Dan Conlon                        |                  |
| Valiant Is the Word for Carrie   | 1936 | Paul Darnley                          |                  |
| Easy to Take                     | 1936 | Rodney Garfield                       |                  |
| Lost Horizon                     | 1937 | George Conway                         |                  |
| Let Them Live                    | 1937 | Dr. Paul Martin                       |                  |
| Mountain Music                   | 1937 | Ardinger Burnside                     |                  |
| Bulldog Drummond Comes Back      | 1937 | Captain Hugh C. 'Bulldog' Drummond    | Lead             |
| That Navy Spirit                 | 1937 | Chuck Baldwin                         |                  |
| Bulldog Drummond's Revenge       | 1937 | Captain Hugh C. 'Bulldog' Drummond    |                  |
| Hitting a New High               | 1937 | Jimmy James                           |                  |
| Penitentiary                     | 1938 | William Jordan                        |                  |
| Bulldog Drummond's Peril         | 1938 | Captain Hugh C. 'Bulldog' Drummond    |                  |
| Prison Farm                      | 1938 | Dr. Roi Conrad                        |                  |
| Bulldog Drummond in Africa       | 1938 | Captain Hugh C. 'Bulldog' Drummond    |                  |
| Touchdown, Army                  | 1938 | Cadet Brandon Culpepper               |                  |
| Arrest Bulldog Drummond          | 1938 | Captain Hugh C. 'Bulldog' Drummond    |                  |
| Bulldog Drummond's Secret Police | 1939 | Captain Hugh C. 'Bulldog' Drummond    | Lead             |
| Grand Jury Secrets               | 1939 | John Keefe                            |                  |
| Bulldog Drummond's Bride         | 1939 | Captain Hugh C. 'Bulldog' Drummond    | Lead             |
| What a Life                      | 1939 | Mr. Nelson                            |                  |
| Disputed Passage                 | 1939 | John Wesley Beaven                    |                  |
| Green Hell                       | 1940 | Hal Scott                             |                  |
| The Man from Dakota              | 1940 | Lt. Oliver Clark                      |                  |
| The Philadelphia Story           | 1940 | George Kittredge                      |                  |
| Texas Rangers Ride Again         | 1940 | James Kingston aka Pecos Kid          | Lead             |
| The Invisible Woman              | 1940 | Richard Russell                       |                  |
| The Mad Doctor                   | 1941 | Gil Sawyer                            |                  |
| Tight Shoes                      | 1941 | Jimmy Rupert                          | Lead             |
| Father Takes a Wife              | 1941 | Frederic Osborne Junior               |                  |
| Three Girls About Town           | 1941 | Tommy Hopkins                         |                  |
| A Tragedy at Midnight            | 1942 | Greg Sherman                          | Lead             |
| The Man Who Returned to Life     | 1942 | David Hampton Jameson / George Bishop | Lead             |
| Submarine Raider                 | 1942 | Commander Chris Warren                | Lead             |
| Isle of Missing Men              | 1942 | Merrill Hammond                       | Lead             |
| The Undying Monster              | 1942 | Oliver Hammond                        |                  |
| Love from a Stranger             | 1947 | Nigel Lawrence                        |                  |
| I, Jane Doe                      | 1948 | William Hilton                        |                  |
| The Fighting Kentuckian          | 1949 | Blake Randolph                        |                  |
| Radar Secret Service             | 1950 | Bill Travis                           |                  |
| Experiment Alcatraz              | 1950 | Dr. Ross Williams                     |                  |
| Models Inc.                      | 1952 | John Stafford                         |                  |
| Make Haste to Live               | 1954 | Josh Blake                            |                  |
| The High and the Mighty          | 1954 | Howard Rice                           |                  |
| The Unknown Terror               | 1957 | Dan Matthews                          |                  |
| Destination Inner Space          | 1967 | Dr. James                             |                  |
| The Destructors                  | 1968 | Ernest Bushnell                       |                  |
| El sabor de la venganza          | 1971 |                                       |                  |
| Buck and the Preacher            | 1972 | George                                |                  |
| So Evil, My Sister               | 1974 | Dr. Thomas                            |                  |
| Capone                           | 1975 | Warden J. Johnston                    | ultimul său film |

## Legături externe
- John Howard la Internet Movie Database

## Vezi și
- Listă de actori americani